# Colias thrasibulus
Colias thrasibulus é uma pequena borboleta da família Pieridae, isto é, as amarelas e brancas. É encontrada na Índia.